# Chèo
Le chèo ou hát nhà trò est un genre théâtral populaire du Vietnam, né dans la région du delta du Fleuve Rouge. Son origine remonte au Xe  ou   XIe siècle. C'est un mélange de chants et danses sacrés et profanes. Apprécié dans le monde rural, les troupes de comédiens et musiciens jouent de village en village, utilisant des décors rudimentaires. Il atteint sa maturité au XVe siècle et poursuit son développement jusqu'aux XVIIe et XVIIIe siècles, en même temps que les romans écrits en chữ nôm (ancienne écriture vietnamienne utilisant les sinogrammes chinois).Une des pièces les plus célèbres, Quan Âm Thị Kính, date de cette période. Le thème le plus récurrent concerne la condition féminine durant la période féodale, qui était loin d'être une sinécure. Au début du XXe siècle le chèo "s'importe" en ville. Les scènes  qui l'accueillent le dotent de vrais décors dans l'esprit bourgeois de l'époque. Il s'occidentalise et aborde les sujets modernes. Depuis la seconde moitié du siècle dernier, on assiste à une réintroduction des thèmes traditionnels. Le chéo est considéré comme faisant partie du patrimoine culturel vietnamien.

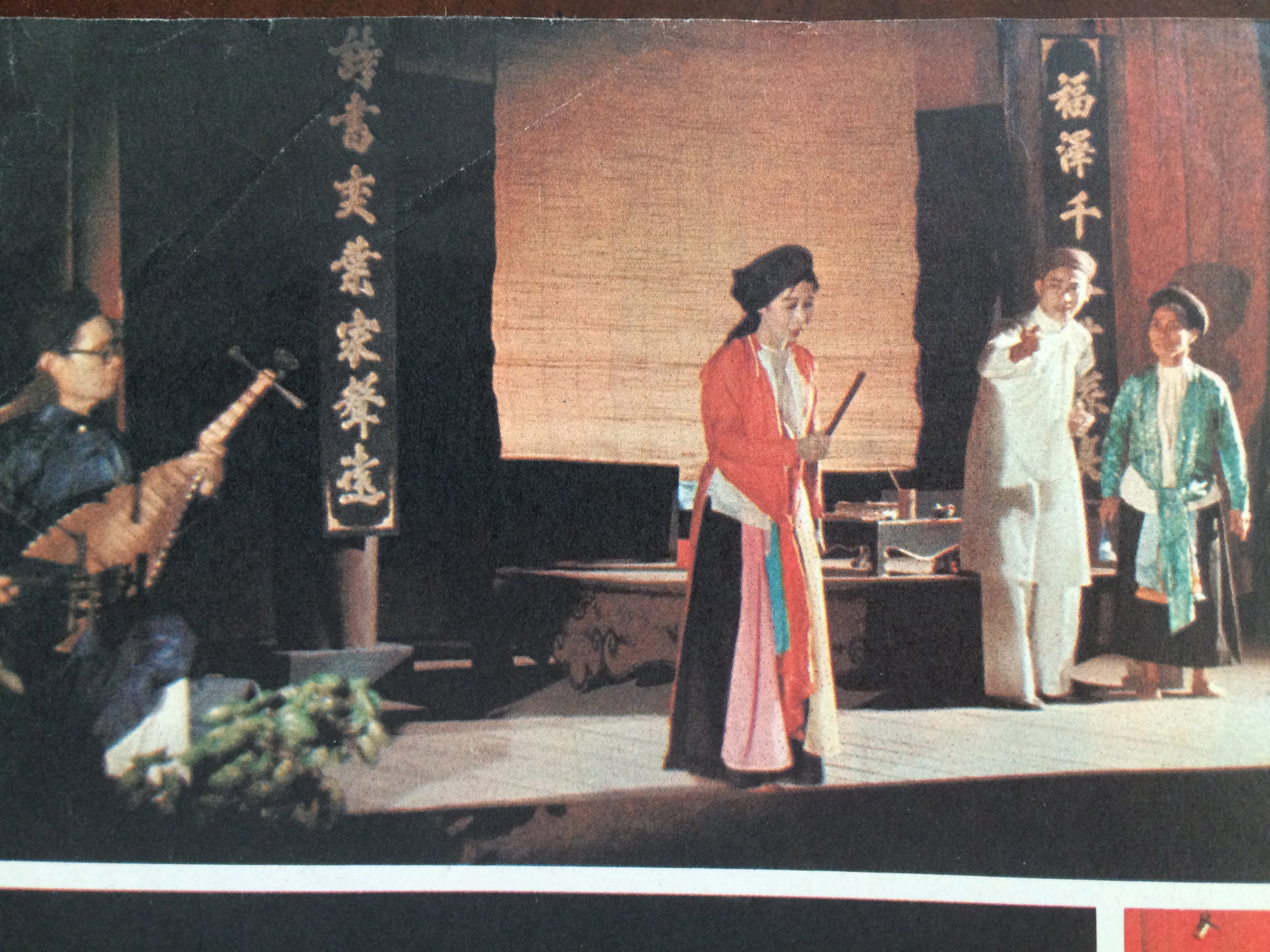
Une représentation de la pièce Quan Âm Thị Kính le 13 décembre 1972, au Théâtre Hát Chéo de Hanoï,Vietnam. Mise en scène: Vu-Khac-Khoan.

## Histoire
La capitale de Hoa Lu (Ninh Binh) est la terre ancestrale de ce type de scène dont le fondatrice est Pham Thi Tran, une chanteuse talentueuse du palais royal de la dynastie Dinh (Xe siècle). Le Cheo provient de la musique folklorique et de danse, notamment des pièces complètes du Xe siècle. Puis un soldat de l'armée mongole, arrêté au Vietnam au XIVe siècle lui a apporté des traits du Kinh Kich (théâtre royal chinois). Auparavant, le Cheo existait seulement sous forme d'extraits et de chansons mais aujourd'hui les troupes de Cheo ont monté de nombreuses pièces connues dans le pays.
Sous les dynasties des Lý et des Trần (1010-1400), le Cheo est interdit au peuple et même aux mandarins. Pourtant, il est présent dans les fêtes villageoises, ce qui confirme l'association des cérémonies culturelles et des divertissements populaires.
Le Cheo continue à se développer et a connu son apogée à la fin du XIXe siècle avec les pièces célèbres comme La déesse de la miséricorde Kwan Yin (Quan Âm Thị Kính), Lưu Bình et Duong Lê, Kim Nham et Truong Vien.
Au début du XXe siècle, l'art dramatique occidental, surtout français, fut introduit au Vietnam. Le Cheo a été porté sur scène pour refléter non seulement la vie rurale mais aussi celle de la ville.

## Particularités
- Le fond : contrairement à l'opéra traditionnel (le Tuồng) qui loue les exploits héroïques de la noblesse, le Cheo décrit la vie simple des paysans. La teneur du Cheo est dérivée des contes de fées, des histoires en chữ nôm (sino-vietnamien). Dans les pièces de Cheo, le bien triomphe toujours du mal. Les candidats aux concours mandarinaux, ceux qui sont bons et doux réussissent à l'examen et deviennent les mandarins. Le Cheo est toujours lié au lyrisme : il exprime les émotions et les sentiments de l'être humain ; il chante l'amour, l'amitié et l'affection.
- Les figures : les figures sont souvent stylisées, standardisées et stéréotypées. Les figures secondaires peuvent changer et se réinsérer dans toutes les pièces. Ils n'ont pratiquement pas de prénoms. On peut appeler thầy đồ, phú ông, thừa tướng, thư sinh, hề, etc.
- Technique : ce type d'art fait la synthèse des éléments de folk, de danse et d'autres types d'art folklorique des Plaines du Nord. C'est une forme de narration des contes par le théâtre. Il utilise le théâtre comme un moyen de communication avec le public.
- Instrument : on utilise surtout la viole à deux cordes, la monocorde, le luth à caisse ronde et à deux cordes et la flûte. Le tambour et les cymbales sont aussi utilisés.
- Le thème le plus abordé dans les pièces est la condition féminine. À l'époque féodale, la vie des femmes était très difficile; Selon la morale confucéenne elles devaient se plier à l'autorité masculine. Certaines pièces mettent en scène la révolte de certaines femmes rebelles[2].
- À l'origine, les artistes itinérants allaient de village en village. Le plus souvent ils jouaient dans la maison communale où les villageois avaient coutume de se rassembler pour les évènements spéciaux. Le décor consistait en de simples nattes et un rideau. Les acteurs et les musiciens étaient assis à même la scène, face aux public. Il y avait une communication directe entre les artistes et les spectateurs, lesquels réagissaient spontanément[2].
- Au début du XXe siècle le chèo commence à être interprété en ville. Les sujets des pièces se diversifient et s'occidentalisent. C'est la période coloniale française. Les tendances et les thèmes évolueront en fonction des modes successives, jusqu'à l'indépendance (en 1954 après 9 années de conflit). Aujourd'hui, le chéo a retrouvé son esprit traditionnel et fait partie du patrimoine culturel du pays[2].